# Сафонов, Иван Петрович
Иван Петрович Сафонов — советский овцевод, чабан совхоза «Пламя революции» Тандинского кожууна Тувинской АССР. Заслуженный работник сельского хозяйства РСФСР и Тувинской АССР. Герой Социалистического Труда (1976).

## Биография
Иван Сафонов родился в семье животновода села Качулька, что в Красноярском крае. Вместе с семьёй на некоторое время переехал в Хакасию, однако начавшаяся война и скорая «похоронка» на главу семейства, ушедшего на фронт в числе первых, вынудили Сафоновых вернуться на Красноярщину. Уже с десятилетнего возраста Иван помогал по хозяйству — работал помощником чабана, затем подпаском и сакманщиком на местных выселках. К тринадцати годам Ивану в родном селе доверили целую отару овец — уже тогда к нему начали уважительно обращаться по имени и отчеству.
Повзрослевший Иван в 1949 году женился и спустя 10 лет семья Сафоновых переехала в Тандинский район Тувы, в село Балгазике (ныне — Балгазын), где продолжила заниматься овцеводством. За годы одиннадцатой пятилетки животновод получил и вырастил более 3500 ягнят, на 54,8 % больше плана, посрамив скептиков, заявлявших, что в условиях Тувы тонкорунное овцеводство не может успешно развиваться. Указом Президиума Верховного Совета СССР от 29 августа 1986 года «за выдающиеся производственные достижения, успешное выполнение заданий одиннадцатой пятилетки и социалистических обязательств и проявленную трудовую доблесть» Сафонов Иван Петрович был удостоен звания Героя Социалистического Труда с вручением ордена Ленина и золотой медали «Серп и Молот».
В последующие годы Иван Петрович продолжил перекрывать новые и новые рекорды — благодаря особой системе выращивания животных вес у овец, как и выход шерсти от них, всегда были высокими, а приплод достигал показателя в 144 ягненка на 100 маток, причём падежа овец в отаре никогда не было. Он являлся неоднократным участником Выставки достижений народного хозяйства СССР, где в соперничестве со своим хакасским «коллегой»-овцеводом Афанасием Щетининым регулярно награждался золотыми и серебряными медалями. 
По выходе на пенсию Иван Петрович с женой и верной помощницей Анной Илларионовной вернулись в Качульку, перевезя с собой всю свою домашнюю живность, выстроили дом и продолжили заниматься делом всей жизни.